# Ordine religioso cattolico
La Chiesa cattolica definisce ordine religioso un istituto religioso nel quale tutti i membri emettono i voti in forma solenne. L'ordine religioso differisce dalla congregazione religiosa perché in quest'ultima i voti sono emessi in forma semplice.
Nella storia del cristianesimo sono nati prima gli ordini religiosi e poi in seguito, dal XVII secolo in poi, le congregazioni religiose.
L'ordine religioso può essere sia maschile sia femminile. Solitamente ogni ordine religioso è contraddistinto da un proprio abito che viene indossato dai suoi appartenenti. I diversi ordini religiosi sono nati dal IV secolo in poi, fino al XVI secolo: dagli ordini monastici, ai canonici regolari, agli ordini mendicanti e fino ai chierici regolari.
Le appartenenti agli ordini religiosi femminili sono spesso tenute alla clausura, specie quelle sorte nel secondo millennio e sono dette monache (le suore sono, invece, religiose di voti semplici e fanno parte di congregazioni).

## Lista degli istituti religiosi maschili

### Ordini monastici

#### Ordini di rito latino
| Simbolo | Nome ufficiale                                         | Denominazione                                                                                                 | Sigla      | Denominazione comune | Regola                             | Fondatore                                    | Approvazione                                                                      |
| ------- | ------------------------------------------------------ | --- | ---------- | -------------------- | ---------------------------------- | -------------------------------------------- | --------------------------------------------------------------------------------- |
|         | Ordo Sancti Benedicti                                  | Ordine di San Benedetto                                                                                       | O.S.B.     | Benedettini          | Regola di san Benedetto            | Benedetto da Norcia                          | 529                                                                               |
|         | Ordo Cisterciensis                                     | Ordine cistercense                                                                                            | O.Cist.    | Cistercensi          | Regola di san Benedetto            | Roberto di Molesme                           | 1098                                                                              |
|         | Ordo Cisterciensis Strictioris Observantiae            | Ordine Cistercense della stretta osservanza                                                                   | O.C.S.O.   | Trappisti            | Regola di san Benedetto            | Armand Jean Le Bouthillier de Rancé nel 1664 | 1677                                                                              |
|         | Congregatio eremitarum camaldulensium Montis Coronae   | Eremiti camaldolesi di Monte Corona                                                                           | E.C.M.C.   | Montecoronesi        | Regola del beato Paolo Giustiniani | Paolo Giustiniani                            | 1529                                                                              |
|         | Ordo Cartusiensis                                      | Ordine certosino                                                                                              | O.Cart.    | Certosini            | Regola di san Bruno                | Bruno di Colonia                             | 1084                                                                              |
|         | Ordo Fratrum Hospitalis Sancti Ioannis Hierosolymitani | Ospitalieri di San Giovanni di Gerusalemme, oggi esclusivamente i cavalieri di giustizia dell’Ordine di Malta | SMOM       | Ordine di Malta      | Regola di sant'Agostino            | Gerardo Sasso                                | 1113 con la Bolla "Pie Postulatio Voluntatis" di papa Pasquale II del 15 febbraio |
|         | Ordo Fratrum Sancti Pauli Primi Eremitae               | Monaci di San Paolo primo eremita                                                                             | O.S.P.P.E. | Paolini              | Regola di sant'Agostino            | Eusebio di Strigonio                         | 1308 da papa Clemente V, 1262 da papa Urbano IV                                   |
|         | Ordo Sancti Hieronymi                                  | Ordine di San Girolamo                                                                                        | O.S.H.     | Gerolamini           | Regola di sant'Agostino            | Pedro Fernández Pecha                        | 1373 da papa Gregorio XI                                                          |

#### Ordini delle Chiese greco-cattoliche
| Simbolo | Nome ufficiale                                                  | Denominazione                                                                         | Sigla    | Denominazione comune | Regola                | Fondatore                                                                  | Approvazione               |
| ------- | --------------------------------------------------------------- | ------------------------------------------------------------------------------------- | -------- | -------------------- | --------------------- | -------------------------------------------------------------------------- | -------------------------- |
|         | Ordo basilianus italiae, seu Cryptoferratensis                  | Ordine basiliano italiano di Grottaferrata della Chiesa bizantina cattolica in Italia | O.S.B.I. | Basiliani            | Regola di san Basilio | 1579                                                                       | 1579 da papa Gregorio XIII |
|         | Ordo basilianus Sancti Iosaphat                                 | Ordine basiliano di San Giosafat della Chiesa greco-cattolica ucraina                 | O.S.B.M. | Basiliani            | Regola di san Basilio | Antonio di Pečers'k, Teodosio di Pečers'k, Iosif Rucki, Giosafat Kuncewycz | 1631 da papa Urbano VIII   |
|         | Ordo basilianus Sanctissimi Salvatoris melkitarum               | Ordine basiliano del Santissimo Salvatore dei melchiti                                | B.S.     | Salvatoriani         | Regola di san Basilio | Eutimio Sayfi nel 1683                                                     | 1743 da papa Benedetto XIV |
|         | Ordo basilianus Sancti Iohannis Baptistae Soaritarum Melkitarum | Ordine basiliano di San Giovanni Battista della Chiesa cattolica greco-melchita       | B.C.     | Soariti              | Regola di san Basilio | 1710                                                                       | 1757 da papa Benedetto XIV |
|         | Ordo basilianus aleppensis melkitarum                           | Ordine basiliano aleppino dei melchiti della Chiesa cattolica greco-melchita          | B.A.     | Aleppini             | Regola di san Basilio | 1824                                                                       | 1832                       |

#### Ordini della Chiesa armeno-cattolica
| Simbolo | Nome ufficiale       | Denominazione                         | Sigla  | Denominazione comune | Regola                  | Fondatore           | Approvazione             |
| ------- | -------------------- | ------------------------------------- | ------ | -------------------- | ----------------------- | ------------------- | ------------------------ |
|         | Ordo Mechitaristarum | Ordine dei monaci armeni mechitaristi | C.A.M. | Mechitaristi         | Regola di san Benedetto | Mechitar di Sebaste | 1712 da papa Clemente XI |

#### Ordini della Chiesa maronita
| Simbolo | Nome ufficiale                          | Denominazione                                   | Sigla  | Denominazione comune | Regola | Fondatore | Approvazione |
| ------- | --------------------------------------- | ----------------------------------------------- | ------ | -------------------- | ------ | --------- | ------------ |
|         | Ordo antonianorum maronitarum           | Ordine antoniano maronita della Chiesa maronita | O.A.M. |                      |        |           |              |
|         | Ordo libanensis maronitarum             | Ordine libanese maronita della Chiesa maronita  | O.L.M. |                      |        |           |              |
|         | Ordo maronitarum Beatae Mariae Virginis | Ordine maronita Mariamita della Chiesa maronita | O.M.M. |                      |        |           |              |

#### Ordini della Chiesa cattolica caldea
| Simbolo | Nome ufficiale                              | Denominazione                               | Sigla    | Denominazione comune | Regola | Fondatore     | Approvazione                      |
| ------- | ------------------------------------------- | ------------------------------------------- | -------- | -------------------- | ------ | ------------- | --------------------------------- |
|         | Ordo antonianus Sancti Hormisdae chaldeorum | Ordine antoniano di Sant'Ormisda dei caldei | O.A.O.C. |                      |        | Gabriel Dambo | 26 settembre 1845 da Gregorio XVI |

### Congregazioni benedettine
| Simbolo |                                                  | Denominazione                      | Sigla                     | Denominazione comune  | Fondatore             | Approvazione                  |
| ------- | ------------------------------------------------ | ---------------------------------- | ------------------------- | --------------------- | --------------------- | ----------------------------- |
|         | Congregatio Sublacensis Casinensis               | Congregazione sublacense cassinese | O.S.B. Cass. O.S.B. Subl. | Cassinesi             | Ludovico Barbo        | 1419 da papa Martino V        |
|         | Congregatio Sanctae Mariae Montis Oliveti        | Congregazione olivetana            | O.S.B. Oliv.              | Olivetani             | Bernardo Tolomei      | 1319 da papa Giovanni XXII    |
|         | Congregatio Camaldulensis Ordinis S. Benedicti   | Congregazione camaldolese          | O.S.B. Cam.               | Camaldolesi           | Romualdo di Camaldoli | 1025                          |
|         | Congregatio Vallis Umbrosae Ordinis S. Benedicti | Congregazione vallombrosana        | O.S.B. Vall.              | Vallombrosani         | Giovanni Gualberto    | 1039                          |
|         | Congregatio Silvestrina                          | Congregazione silvestrina          | O.S.B. Silv.              | Silvestrini           | Silvestro Guzzolini   | 1247 da papa Innocenzo IV     |
|         |                                                  | Congregazione verginiana           |                           | Verginiani            | Guglielmo da Vercelli | 1181 da papa Alessandro III   |
|         |                                                  | Congregazione cluniacense          | O.S.B. Clun.              | Cluniacensi           | Bernone di Cluny      | 909                           |
|         | Congregatio seu Ordo Coelestinorum               | Congregazione dei celestini        | O.S.B. Coel.              | Celestini o Morronesi | Pietro da Morrone     | 1263 e 1275 da papa Urbano IV |
|         | Congregatio Angliae                              | Congregazione d'Inghilterra        | O.S.B.                    |                       |                       |                               |
|         | Congregatio Hungariae                            | Congregazione d'Ungheria           | O.S.B.                    |                       |                       |                               |
|         | Congregatio Helvetica                            | Congregazione di Svizzera          | O.S.B.                    |                       |                       |                               |
|         | Congregatio Austriaca ab Immaculata Conceptione  | Congregazione d'Austria            | O.S.B.                    |                       |                       |                               |
|         | Congregatio Bavariae                             | Congregazione di Baviera           | O.S.B.                    |                       |                       |                               |
|         | Congregatio Brasiliensis                         | Congregazione del Brasile          | O.S.B.                    |                       |                       |                               |
|         | Congregatio Solesmesmensis                       | Congregazione di Solesmes          | O.S.B.                    |                       |                       |                               |
|         | Congregatio Americana-cassinensis                | Congregazione americana cassinese  | O.S.B.                    |                       |                       |                               |
|         | Congregatio Helveto-americana                    | Congregazione elveto-americana     | O.S.B.                    |                       |                       |                               |

### Canonici regolari
| Simbolo | Nome ufficiale                                                         | Denominazione                                                    | Sigla    | Denominazione comune                 | Regola                  | Fondazione                           | Approvazione                |
| ------- | ---------------------------------------------------------------------- | ---------------------------------------------------------------- | -------- | ------------------------------------ | ----------------------- | ------------------------------------ | --------------------------- |
|         | Sacer et Apostolicus Ordo Canonicorum Regularium Sancti Augustini      | Canonici regolari di Sant'Agostino confederati (9 congregazioni) | C.R.S.A. | Agostiniani confederati              | Regola di sant'Agostino | 1959 da papa Giovanni XXIII          | 1959 da papa Giovanni XXIII |
|         | Candidus et Canonicus Ordo Praemonstratensis                           | Canonici regolari premostratensi                                 | O.Praem. | Premostratensi Norbertini            | Regola di sant'Agostino | Norberto di Prémontré nel XII secolo | 1126 da papa Onorio II      |
|         | Ordo Fratrum Domus Hospitalis Sanctae Mariae Teutonicorum in Jerusalem | Ordine dei Fratelli della Casa di Santa Maria in Gerusalemme     | O.T.     | Teutonici                            | Regola di sant'Agostino | Sconosciuto nel 1099                 | 1191 da Clemente III        |
|         | Canonici Regulares Ordinis Sanctae Crucis                              | Ordine della Santa Croce                                         | O.S.C.   | Crocigeri                            | Regola di sant'Agostino | Teodoro di Celles nel 1211           | 1248 da papa Innocenzo IV   |
|         | Ordo Canonicorum Regularium Sanctae Crucis                             | Canonici regolari della Santa Croce                              | O.R.C.   | Fratelli della Croce                 | Regola di sant'Agostino | Teotonio di Coimbra                  | 1135 da Innocenzo II        |
|         | Canonici Regulares Sanctissimae Crucis a Stella Rubea                  | Crocigeri della stella rossa                                     | O.Cr.    | Crocigeri della stella rossa         | Regola di sant'Agostino | Agnese di Boemia nel 1233            | 1237 da papa Gregorio IX    |
|         | Canonici regulares Matris Dei                                          | Canonici regolari della Madre di Dio                             |          | Canonici regolari della Madre di Dio | Regola di sant'Agostino | Roger Pèquigney nel 1969             | Giovanni Paolo II nel 1997  |

#### Congregazioni degli Agostiniani Confederati
| Simbolo | Nome ufficiale                                                          | Denominazione                                                            | Sigla    | Denominazione comune                           | Fondazione                     | Approvazione                              | Unione agli Agostiniani Confederati |
| ------- | ----------------------------------------------------------------------- | ------------------------------------------------------------------------ | -------- | ---------------------------------------------- | ------------------------------ | ----------------------------------------- | ----------------------------------- |
|         | Congregatio Sanctissimi Salvatoris lateranensis                         | Congregazione del Santissimo Salvatore Lateranense                       | C.R.L.   | Canonici Lateranensi o Rocchettini             | 1299 da Bonifacio VII          | 1299 da Bonifacio VII                     | 1959                                |
|         | Congregatio Canonicorum Regularium S. Augustini Lateranensium Austriaca | Canonici Regolari della Congregazione Lateranense austriaca              |          |                                                | 1907                           |                                           | 1959                                |
|         | Congregatio Sanctorum Nicolai et Bernardi Montis Iovis                  | Canonici regolari della Congregazione ospedaliera del Gran San Bernardo  | C.R.B.   |                                                | 1050 da Bernardo di Mentone    |                                           | 1959                                |
|         | Congregatio Helvetica a Sancto Mauritio Agaunensis                      | Canonici regolari della Congregazione svizzera di San Maurizio di Agauno | C.R.A.   |                                                | 1128                           |                                           | 1959                                |
|         | Congregatio Vindsemensis                                                | Canonici regolari di Sant'Agostino della Congregazione di Windsheim      | C.R.V.   |                                                | 1386                           | 1961 da Giovanni XXIII                    |                                     |
|         | Congregatio Canonicorum Regolarium Immaculatae Conceptionis             | Canonici regolari dell'Immacolata Concezione                             | C.R.I.C. |                                                | 1871 da don Andrea Grèa        | 1887 da Pio X                             | 1961                                |
|         | Congregatio Canonicum Regolaerium Maria Matris Redmptoris               | Canonici di Maria Madre del Redentore                                    | C.R.M.R. | Piccoli fratelli di Maria, Madre del Redentore | 1971 da Maria della Croce      | 1986 dal vescovo di Laval monsignor Billè |                                     |
|         | Congregatio Fratrum a Vita Communi                                      | Canonici regolari della Congregazione dei Fratelli della vita comune     | C.R.V.C. | Fratelli della Vita Comune                     | 1381 da Fiorenzo Radewijns     |                                           |                                     |
|         | Congregatio Victorina                                                   | Canonici regolari della Congregazione di San Vittore                     | C.R.S.V. |                                                | 1108 da Guglielmo di Champeaux | 1993                                      | 1993                                |

### Ordini mendicanti
| Simbolo | Nome ufficiale                                          | Denominazione                                | Sigla        | Denominazione comune          | Regola                           | Fondazione                                | Approvazione                |
| ------- | ------------------------------------------------------- | -------------------------------------------- | ------------ | ----------------------------- | -------------------------------- | ----------------------------------------- | --------------------------- |
|         | Ordo Fratrum Praedicatorum                              | Ordine dei frati predicatori                 | O.P.         | Domenicani                    | Regola di sant'Agostino          | Domenico di Guzman nel 1215               | 1217 da papa Onorio III     |
|         | Ordo Fratrum Sancti Augustini                           | Ordine di Sant'Agostino                      | O.S.A.       | Agostiniani                   | Regola di sant'Agostino          | Riccardo Annibaldi nel 1244 IV secolo     | 1256 da papa Alessandro IV  |
|         | Ordo Augustinianorum Recollectorum                      | Ordine degli agostiniani recolletti          | O.A.R.       | Agostiniani recolletti        | Regola di sant'Agostino          | 1588                                      | 1621 da papa Gregorio XV    |
|         | Ordo Augustiniensium Discalceatorum                     | Ordine degli agostiniani scalzi              | O.A.D.       | Agostiniani scalzi            | Regola di sant'Agostino          | Ambrogio Staibano nel 1593                | 1599 da papa Clemente VIII  |
|         | Ordo Beatae Mariae de Mercede Redemptionis Captivorum   | Ordine di Santa Maria della Mercede          | O. de M.     | Mercedari                     | Regola di sant'Agostino          | Pietro Nolasco nel 1218                   | 1235 da papa Gregorio IX    |
|         | Ordo Frati Excalceatorum de B.M.V. de Mercede           | Ordine dei Mercedari scalzi                  | O.M.D.       | Mercedari scalzi              | Regola di sant'Agostino          | Juan Bautista González nel 1603           | 1607 da papa Paolo V        |
|         | Ordo Servorum Beatae Mariae Virginis                    | Servi di Maria                               | O.S.M.       | Serviti                       | Regola di sant'Agostino          | Sette santi fondatori nel 1233            | 1304 da papa Benedetto XI   |
|         | Ordo Hospitalarius Sancti Ioannis de Deo                | Ordine ospedaliero di San Giovanni di Dio    | O.H.         | Fatebenefratelli              | Regola di sant'Agostino          | Giovanni di Dio nel 1550                  | 1572 da papa Pio V          |
|         | Ordo Fratrum Bethlemitarum                              | Ordine dei fratelli di Betlemme              | O.F.B.       | Betlemiti                     | Regola di sant'Agostino          | Pedro de San José de Bethencourt nel 1658 | 1672 da papa Clemente X     |
|         | Ordo Fratrum Minorum                                    | Ordine dei frati minori                      | O.F.M.       | Francescani                   | Regola di san Francesco          | Francesco d'Assisi nel 1209               | 1223 da papa Onorio III     |
|         | Ordo Fratrum Minorum Conventualium                      | Ordine dei frati minori conventuali          | O.F.M. Conv. | Francescani Conventuali       | Regola di san Francesco          | Francesco d'Assisi nel 1209               | 1517 da papa Leone X        |
|         | Ordo Fratrum Minorum Cappuccinorum                      | Ordine dei frati minori cappuccini           | O.F.M. Cap.  | Cappuccini                    | Regola di san Francesco          | Matteo da Bascio nel 1525                 | 1528 da papa Clemente VII   |
|         | Tertius Ordo Regularis Sancti Francisci                 | Terz'ordine regolare di San Francesco        | T.O.R.       | Terziari regolari francescani | Regola di san Francesco          | 1447                                      | 1295 da papa Bonifacio VIII |
|         | Ordo Fratrum Beatissimæ Virginis Mariæ de Monte Carmelo | Ordine della Beata Vergine del Monte Carmelo | O.Carm.      | Carmelitani                   | Regola di sant'Alberto           | Alberto di Gerusalemme nel 1206           | 1226 da Papa Onorio III     |
|         | Ordo Carmelitarum Discalceatorum                        | Ordine dei carmelitani scalzi                | O.C.D.       | Carmelitani scalzi            | Regola di sant'Alberto           | Giovanni della Croce nel 1568             | 1580 da papa Gregorio XIII  |
|         | Ordo Sanctissimae Trinitatis et Captivorum              | Ordine della Santissima Trinità              | O.SS.T.      | Trinitari                     | Regola di san Giovanni de Matha  | Giovanni de Matha nel 1193                | 1198 da papa Innocenzo III  |
|         | Ordo Minimorum                                          | Ordine dei minimi                            | O.M.         | Minimi                        | Regola di san Francesco da Paola | Francesco di Paola nel 1435               | 1493 da papa Alessandro VI  |

### Chierici regolari
| Simbolo | Nome ufficiale                                                  | Denominazione                                                | Sigla  | Denominazione comune | Fondazione                                                     | Approvazione               |
| ------- | --------------------------------------------------------------- | ------------------------------------------------------------ | ------ | -------------------- | -------------------------------------------------------------- | -------------------------- |
|         | Ordo clericorum regularium vulgo Theatinorum                    | Chierici regolari teatini                                    | C.R.   | Teatini              | Gaetano Thiene, Gian Pietro Carafa, Paolo Consiglieri nel 1524 | 1524 da papa Clemente VII  |
|         | Clerici Regulares Sancti Pauli                                  | Chierici regolari di San Paolo                               | B.     | Barnabiti            | Antonio Maria Zaccaria nel 1530                                | 1533 da papa Clemente VII  |
|         | Societas Iesu                                                   | Compagnia di Gesù                                            | S.J.   | Gesuiti              | Ignazio di Loyola nel 1534                                     | 1540 da papa Paolo III     |
|         | Ordo Clericorum Regularium a Somascha                           | Chierici regolari Somaschi                                   | C.R.S. | Somaschi             | Girolamo Emiliani nel 1534                                     | 1568 da papa Pio V         |
|         | Clerci Regulari Ministeri Infirmaribus                          | Chierici regolari Ministri degli Infermi                     | M.I.   | Camilliani           | Camillo de Lellis nel 1582                                     | 1591 da papa Gregorio XIV  |
|         | Ordo Clericorum Regularium Minorium                             | Chierici regolari minori                                     | C.R.M. | Caracciolini         | Giovanni Agostino Adorno, Francesco Caracciolo nel 1588        | 1588 da papa Sisto V       |
|         | Ordo Clericorum Regularium Matris Dei                           | Chierici regolari della Madre di Dio                         | O.M.D. | Leonardini           | Giovanni Leonardi nel 1574                                     | 1595 da papa Clemente VIII |
|         | Ordo Clericorum Regularium Pauperum Matris Dei Scholarum Piarum | Chierici regolari poveri della Madre di Dio delle scuole pie | S.P.   | Scolopi o Piaristi   | Giuseppe Calasanzio nel 1597                                   | 1621 da papa Gregorio XV   |

## Lista degli istituti religiosi femminili
| Simbolo | Denominazione                                                 | Sigla                                   | Denominazione comune | Fondatore                                                         | Regola                  | Approvazione     |
| ------- | ------------------------------------------------------------- | --------------------------------------- | -------------------- | ----------------------------------------------------------------- | ----------------------- | ---------------- |
|         |                                                               |                                         | benedettine          |                                                                   |                         |                  |
|         | Canonichesse regolari lateranensi                             | C.R.L                                   |                      |                                                                   | Regola di sant'Agostino |                  |
|         | agostiniane - della regolare osservanza - scalze - recollette | O.S.A.                                  |                      |                                                                   |                         |                  |
|         | clarisse - urbaniste - colettine - cappuccine                 | O.S.C. O.S.C.Urb. O.S.C.Col. O.S.C.Cap. |                      | Chiara d'Assisi                                                   | Regola di Santa Chiara  |                  |
|         | Monache domenicane                                            | O.P.                                    | domenicane           |                                                                   |                         |                  |
|         | carmelitane - scalze - "calzate"                              | O.C.D. O.C. O.Carm.                     |                      | Teresa d'Avila                                                    |                         |                  |
|         | Ordine della Visitazione di Santa Maria                       | V.S.M.                                  | visitandine          | Francesco di Sales e Giovanna Francesca Frémiot de Chantal        | Regola di sant'Agostino | Paolo V nel 1618 |
|         | Congregazione della Passione di Gesù Cristo                   | C.P.                                    | passioniste          | Maria Agnese Grazi di Orbetello                                   |                         |                  |
|         | Romite di San Giovanni Battista                               |                                         | battistine           | Giovanna Maria Battista Solimani                                  |                         |                  |
|         | Ordine del Santissimo Redentore                               | O.SS.R.                                 | redentoriste         | Maria Celeste Crostarosa con l'aiuto di Alfonso Maria de' Liguori |                         |                  |